# 山田無文
山田 無文（やまだ むもん、1900年7月16日 - 1988年12月24日）は、日本の臨済宗の僧侶。道号は太室、法諱は素圭、のち無文。室号は通仙洞。俗姓は山田。花園大学名誉学長・臨済宗妙心寺派管長。

## 経歴
- 愛知県北設楽郡武節村（現・豊田市）、大和屋に生まれる。東京　早稲田実業に進学する。
- 1925（大正14年）、臨済宗大学（現・花園大学）卒業。
- 1929（昭和4）年、妙心寺専門道場。ついで天龍寺専門道場で関精拙に参じ、のち嗣法する。
- 1949（昭和24）年、花園大学学長(1978年迄)。妙心寺山内霊雲院住職。
- 1953（昭和28）年、神戸・祥福寺住職並びに専門道場師家。
- 1964（昭和39）年、禅文化研究所所長。
- 1978（昭和53）年、臨済宗妙心寺派管長(1982年3月迄)、花園大学名誉学長。
- 1982（昭和57）年、管長並びに学長退任後は、霊雲院に住す。
- 1988（昭和63）年、遷化。

## 法嗣弟子
- 河野太通　臨済宗妙心寺派管長
- 片岡省念　養賢僧堂師家
- 則竹秀南　霊雲院住職

## 著書
- 『亀山天皇御事蹟』元寇六百六十年記念亀山天皇報恩会　1941
- 『坐禅和讃講話』妙心寺派宗務本所花園会本部　1960
- 『祖師にかえれ』祥福寺　1960　真人文庫
- 『白隠禅師坐禅和讃講話』春秋社　1962
- 『むもん法話集』春秋社　1963
- 『心に花を』春秋社、1964　しんじん文庫
- 『碧巌物語』大法輪閣　1964
- 『死にともない』春秋社　1965　しんじん文庫
- 『手をあわせる』春秋社　1965　しんじん文庫
- 『肚づくり 自我を超える世界』実業之日本社　1965 実日新書
- 『生活の中の般若心経』春秋社　1966
- 『わたしは誰か』春秋社　1966　しんじん文庫
- 『釈尊にかえれ』春秋社　1967　しんじん文庫
- 『維摩経法話』春秋社　1968
- 『中道をゆく』春秋社　1969　しんじん文庫
- 『鶏は暁の五更に鳴く』春秋社　1970　しんじん文庫
- 『今日を生きる』1971　講談社現代新書
- 『心の眼を開く』筑摩書房　1971　現代を生きる心
- 『無文老師墨蹟集』禅文化研究所　1972
- 『わが精神のふるさと』雄渾社　1972　現代人生論法話
- 『不二の妙道』春秋社　1973　しんじん文庫
- 『平常心是れ道 あたりまえの心』立風書房　1975
- 『真理の言葉 法句経講話』春秋社　1976　しんじん文庫
- 『菩提心を発しましょう 平和のみち宗教』柏樹社　1976　柏樹新書
- 『むもん関講話』春秋社　1976
- 『白隠禅師毒語心経講話』禅文化研究所　1981
- 『自己を見つめる ほんとうの自分とは何か』禅文化研究所　1982
- 『十牛図 禅の悟りにいたる十のプロセス』禅文化研究所　1982
- 『無文老師の三分間法話』同朋舎出版　1982
- 『遺教経講話』春秋社　1982
- 『六祖壇経講話』春秋社　1983-84
- 『証道歌』禅文化研究所　1985
- 『般若心経』禅文化研究所　1986
- 『わが「心」のふるさと 自分とは何か、生きがいとは何か』雄渾社　1986
- 『無文老師墨蹟集成』禅文化研究所　1987
- 『わが精神の故郷 附心王銘提唱』禅文化研究所　2000
- 『無文全集』全16巻 禅文化研究所　2003-04
- 『山田無文老師説話集　愛語 よい言葉をかけて暮らそう』禅文化研究所　2005
- 『山田無文老師説話集　和顔 仏様のような顔で生きよう』禅文化研究所　2005

## 共編著
- 関精拙『武士道乃高揚』編　顕道書院　1942
- 『峨翁老師遺薫』編　天竜寺　1957
- 『無門関 解説』高橋新吉共著　法蔵館　1958　東方双書
- 『禅がとく人生論』淡川康一共著　雄渾社　1968
- 『禅と念仏 対話』大原性実共著　潮文社　1968
- 『平和の訴え』末川博,坂田昌一共編　雄渾社　1968
- 『末世を生きる』対談: 水上勉　講談社　1974　のち立風書房、学研Ｍ文庫
- 義玄『臨済録』禅文化研究所　1984
- 『坐禅のすすめ』大森曹玄,平田精耕共著 禅文化研究所　1987